# UFA Fiction
Die UFA Fiction GmbH ist eine im August 2013 gegründete Firma für fiktionale Film- und Fernsehproduktionen der UFA mit Sitz im Potsdamer Stadtteil Babelsberg. Die Firma entstand durch die Fusion der UFA-Tochtergesellschaften teamWorx, Phoenix Film und UFA Fernsehproduktion im Rahmen einer Umstrukturierung der UFA und dem strategischen Ziel alle Unternehmen zukünftig unter einer Marke zu bündeln.
Mit UFA Fiction werden alle Produktionsaktivitäten der UFA im Bereich Reihe und Serie, TV-Movies, Events und Kinofilme in einer Firma gebündelt. Geschäftsführer der UFA Fiction sind Markus Brunnemann, Nataly Kudiabor, Sebastian Werninger und Ulrike Leibfried.

## Produktionen

### Kinofilme (Auswahl)
- 2013: Der Medicus (Regie: Philipp Stölzl)
- 2015: Ich bin dann mal weg (Regie: Julia von Heinze)
- 2016: Mängelexemplar (Regie: Laura Lackmann)
- 2018: Der Junge muss an die frische Luft – Meine Kindheit und ich (Regie: Caroline Link)
- 2019: Ich war noch niemals in New York (Regie: Philipp Stölzl)
- 2022: Tausend Zeilen (Regie: Michael Herbig)
- 2023: Das fliegende Klassenzimmer (Regie: Carolina Hellsgård)
- 2023: Ein Fest fürs Leben (Regie: Richard Huber)

### Fernsehfilme (Auswahl)
- 2014: Bornholmer Straße
- 2014: Die Pilgerin
- 2014: Die Schlikkerfrauen
- 2014: Elly Beinhorn – Alleinflug
- 2014: Gegen den Sturm!
- 2014: Götz von Berlichingen
- 2014: Unter Anklage: Der Fall Harry Wörz
- 2015: Der Pfarrer und das Mädchen
- 2015: Grzimek
- 2015: Im Zweifel
- 2016: Auf kurze Distanz
- 2016: Die Akte General
- 2016: Im Zweifel
- 2016: Letzte Ausfahrt Gera – Acht Stunden mit Beate Zschäpe
- 2017: Tod einer Kadettin
- 2017: Der gleiche Himmel
- 2018: Das Joshua-Profil
- 2024: Die Liebeskümmerer
- 2024: Unsichtbarer Angreifer

### Serien und Reihen (Auswahl)
- 1978–2020: SOKO München (1978–2012 UFA Fernsehproduktion)
- seit 2001: SOKO Leipzig (2001–2012 UFA Fernsehproduktion)
- 2013–2016: Binny und der Geist
- seit 2013: Josephine Klick – Allein unter Cops
- 2015–2020: Deutschland 83 / Deutschland 86 / Deutschland 89
- 2016–2019: Die Spezialisten – Im Namen der Opfer
- seit 2016: Ku’damm 56 / Ku’damm 59 / Ku’damm 63
- seit 2017: Charité
- 2017: Das Pubertier
- 2017: Triple Ex
- seit 2017: Allmen (Fernsehreihe)
- 2018–2021: Sankt Maik
- 2018–2019: Beck is back!
- 2020: Schwester, Schwester – Hier liegen sie richtig
- 2023: Sam – Ein Sachse
- 2023: Gute Freunde – Der Aufstieg des FC Bayern
- 2024: Helgoland 513
- 2024: Disko 76
- seit 2024: Maxton Hall – Die Welt zwischen uns